# Baywatch
Baywatch este unul dintre cele mai cunoscute seriale TV, producție Germania - Statele Unite ale Americii, filmat intre anii 1989-1999. A continuat până în anul 2001 cu seria Baywatch Hawaii.
Serialul prezintă întâmplările de zi cu zi ale unei echipe de salvamari, viața lor și cazurile întâlnite.
A intrat în Cartea Recordurilor pentru cel mai vizionat serial TV din toate timpurile, atingând peste 1 miliard de telespectatori într-o săptămână. După difuzarea primului sezon, la canalul de televiziune american NBC, serialul s-a suspendat datorită audienței mici și faptului că studiourile în care s-au filmat aceste episoade s-au retras din producție.
Ulterior a fost reluat, în anul 1991, având un succes nesperat, în special pe piața internațională.
Pentru că în anul 1999 costurile de producție s-au mărit foarte mult, nu a mai fost posibilă continuarea serialului aici și s-a decis mutarea lui în Australia. După episodul pilot, producția a fost oprită în totalitate pentru că locuitorii din Avalon (New South Wales, Australia) s-au plâns cu privire la fragilitatea deja existentă a ecosistemului.
Regizorii filmului au fost  Reza Badiyi, Cliff Bole, Gabrielle Beaumont, Michael Berk, Gregory J. Bonann, Charles Braverman, Paul Cajero, Roy Campanella, Gary Capo, Lyndon Chubbuck, David Hasselhoff, Monte Markham și din distribuție au făcut parte: David Hasselhoff (Mitch Buchannon), Michael Newman (Mike 'Newmie' Newman), Michael Bergin (Jack "J.D." Darius), Jason Brooks (Sean Monroe), Brooke Burns (Jessie Owens), Stacy Kamano (Kekoa Tanaka), Simmone Mackinnon (Allie Reese), Jason Momoa (Jason Ioane), Brandy Ledford (Dawn Masterton), Krista Allen (Jenna Avid), Parker Stevenson (Craig Pomeroy), Brandon Call (Hobie Buchannon), Shawn Weatherly (Jill Riley), Erika Eleniak (Shauni McClain), David Charvet (Matt Brody), Billy Warlock (Eddie Kramer), Monte Markham (căpitanul Don Thorpe), Nicole Eggert (Roberta 'Summer' Quinn), Pamela Anderson (C. J. Parker), Loni Christine Willison.